# Saint-Péray

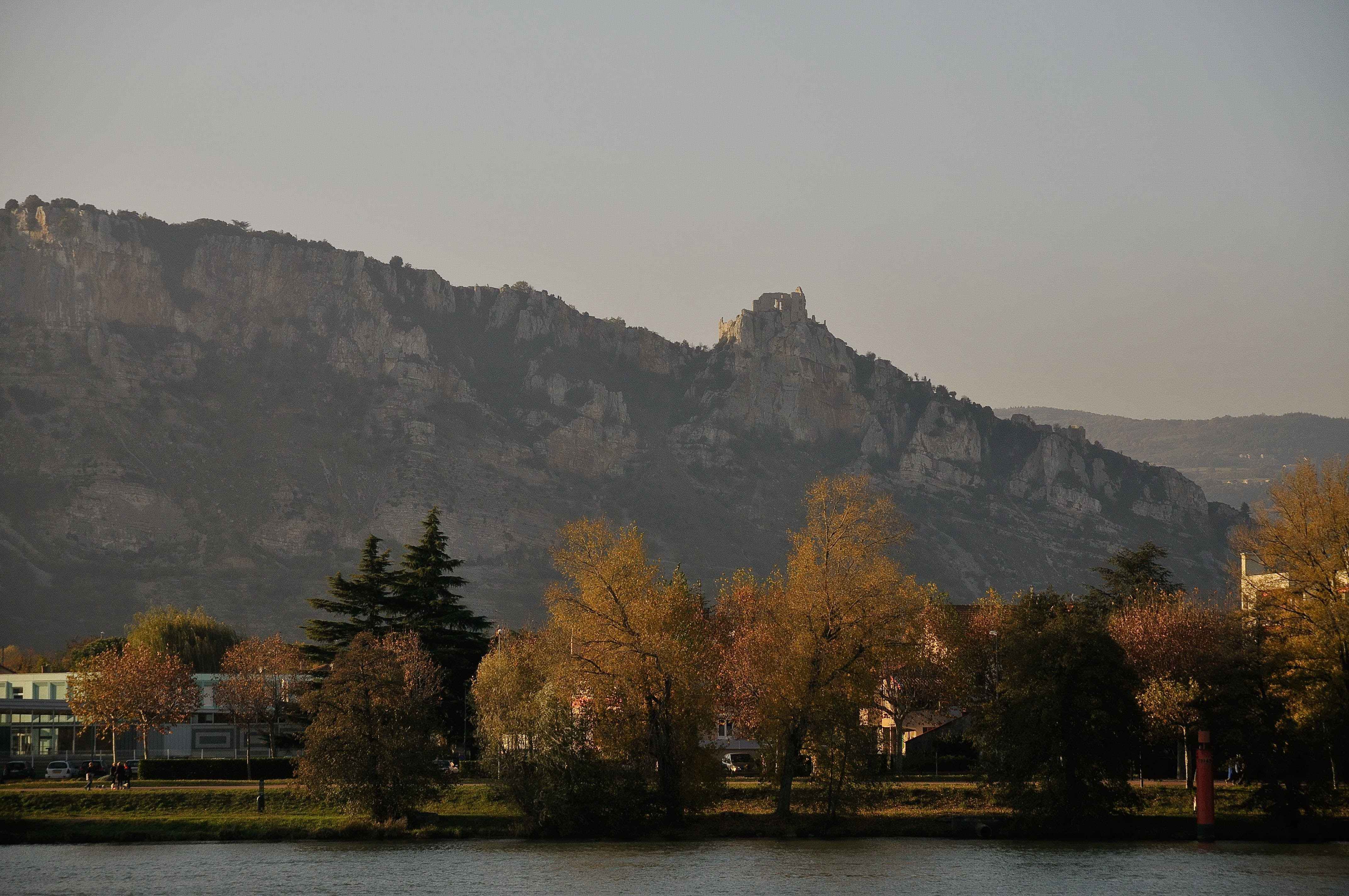
Montaña de Crussol

Saint-Péray es una comuna francesa situada en el departamento de Ardèche, en la región de Auvernia-Ródano-Alpes.

## Demografía
| 3097 | 3592 | 4310 | 5196 | 5886 | 6502 | 7580 |
| Para los censos de 1962 a 1999 la población legal corresponde a la población sin duplicidades (Fuente: INSEE [Consultar]) |      |      |      |      |      |      |

## Lugares de interés
- Castillo de Crussol, medieval, del siglo XIII.